# Kościół św. Maksymiliana Marii Kolbego w Pabianicach
Kościół świętego Maksymiliana Marii Kolbego w Pabianicach – rzymskokatolicki kościół parafialny należący do parafii pod tym samym wezwaniem (dekanat pabianicki archidiecezji łódzkiej).
Jest to świątynia budowana od 1 września 1982 do września 1994 roku, w stylu modernistycznym, dwupoziomowa o układzie centralnym. Zaprojektowana została na planie kwadratu z wejściem głównym i prezbiterium na przekątnej. Zrealizowana została metodą tradycyjną o konstrukcji szkieletowej, murowo-żelbetowej. Autorami projektu architektury są: architekci Andrzej Pietkiewicz, Mirosław Rybak. Autorami projektu konstrukcji są: mgr inż. Wacław Sawicki, inż. Janusz Frey. Autorem wystroju wnętrz jest: artysta plastyk Stanisław Janiszewski. Budowla została poświęcona w dniu 2 maja 1993 roku przez arcybiskupa Władysława Ziółka. Konsekrowana została w dniu 25 września 1994 roku przez prymasa kardynała Józefa Glempa (w roku stulecia urodzin św. Maksymiliana). Dzięki dekretowi wspomnianego wyżej metropolity Łódzkiego Władysława Ziółka z dnia 30 grudnia 2001 roku świątynia otrzymała tytuł Sanktuarium.
Do wyposażenia świątyni należą: ołtarz wykonany z marmuru (carrara włoska) z srebrzonymi elementami z brązu – przedstawiającymi łączność ofiary Chrystusa z męczeństwem i ofiarą św. Maksymiliana, ambona, sedilia oraz chrzcielnica wykonana także z marmuru, zawierające symbole liturgiczne wykonane z srebrzonego brązu, tabernakulum w formie słońca, złocone, poświęcone przez Ojca Świętego w czasie pielgrzymki do Łodzi w 1987 roku, dzwony ufundowane dla upamiętnienia II Diecezjalnego Kongresu Eucharystycznego w 1988 roku, noszące imiona Maryja, Maksymilian, Zygmunt, ważące 1000 kg, 650 kg i 370 kg współbrzmiące w tonacji F-dur. Dzwony zostały konsekrowane w dniu 29 maja 1988 roku przez biskupa Adama Lepę. Oprócz tego w kościele można zobaczyć: organy elektroniczne sakralne, obraz św. Maksymiliana umieszczony w prezbiterium, który w dniu beatyfikacji o. Maksymiliana znajdował się w glorii Berniniego w bazylice św. Piotra, przekazany świątyni przez o.o. franciszkanów z Niepokalanowa, nowe ławy dębowe w liczbie 60 sztuk ufundowane w latach 2009-2010, Drogę Krzyżową malowaną (olej, deska), złoconą, ufundowaną w 2006 roku, marmurowy ołtarz boczny z figurą Matki Boskiej Fatimskiej ufundowany w 2010 roku jako wotum wdzięczności w pierwszą rocznicę peregrynacji Obrazu Matki Bożej Jasnogórskiej.